# Tadeusz Józef Zawistowski

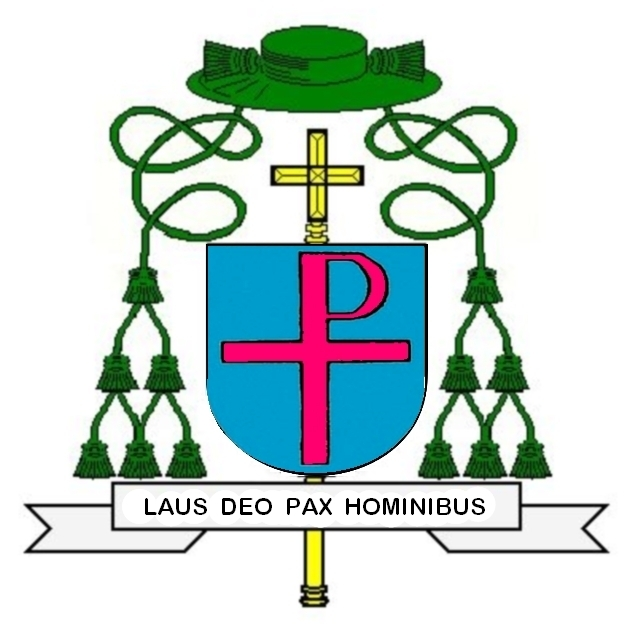
Bischofswappen

Tadeusz Józef Zawistowski (* 16. Januar 1930 in Sztabin; † 1. Juni 2015 in Łomża) war ein polnischer römisch-katholischer Geistlicher und Weihbischof in Łomża.

## Leben
Tadeusz Zawistowski trat 1950 in das Priesterseminar in Łomża ein und studierte Philosophie und Theologie. Am 3. Juli 1955 empfing er durch den Bischof von Łomża, Czesław Falkowski, die Priesterweihe. Von 1956 bis 1961 absolvierte er ein Studium der klassischen Philologie an der Katholischen Universität Lublin. Von 1962 bis 1990 lehrte er Latein und Griechisch am Großen Seminar in Łomża. Er war Präfekt (1969–1970) und Regens des Priesterseminars in Łomża (1970–1973).
Papst Paul VI. ernannte ihn am 12. Mai 1973 zum Weihbischof in Łomża und Titularbischof von Hospita. Der Papst persönlich spendete ihm am 29. Juni 1973 die Bischofsweihe im Petersdom; Mitkonsekratoren waren Agostino Casaroli, Sekretär des Rates für die öffentlichen Angelegenheiten der Kirche, und Bernardin Gantin, Sekretär der Kongregation für die Evangelisierung der Völker. Sein bischöflicher Wahlspruch war «Laus Deo – Pax hominibus» (Ehre sei Gott – Friede den Menschen). 1973 wurde er zudem Generalvikar der Diözese. 1982/83 war er Apostolischer Administrator der Diözese. 1973 wurde er zum Prälat-Erzdiakon des Domkapitels von Łomża ernannt. In der polnischen Bischofskonferenz war er Mitglied des Ständigen Ausschusses sowie der Gremien für den Klerus, Kommunikation und Landpastoral.
Am 11. Februar 2006 nahm Papst Benedikt XVI. seinen altersbedingten Rücktritt an.

## Ehrungen und Auszeichnungen
- Ehrenkanoniker des Domkapitels von Łomża (1971)
- Krzyż Armii Krajowej (1988)
- Komturkreuz des Ordens Polonia Restituta durch Präsident Lech Kaczyński (2007)
- Ehrenbürgerwürde von Łomża (2008)